# Jaap Fischer

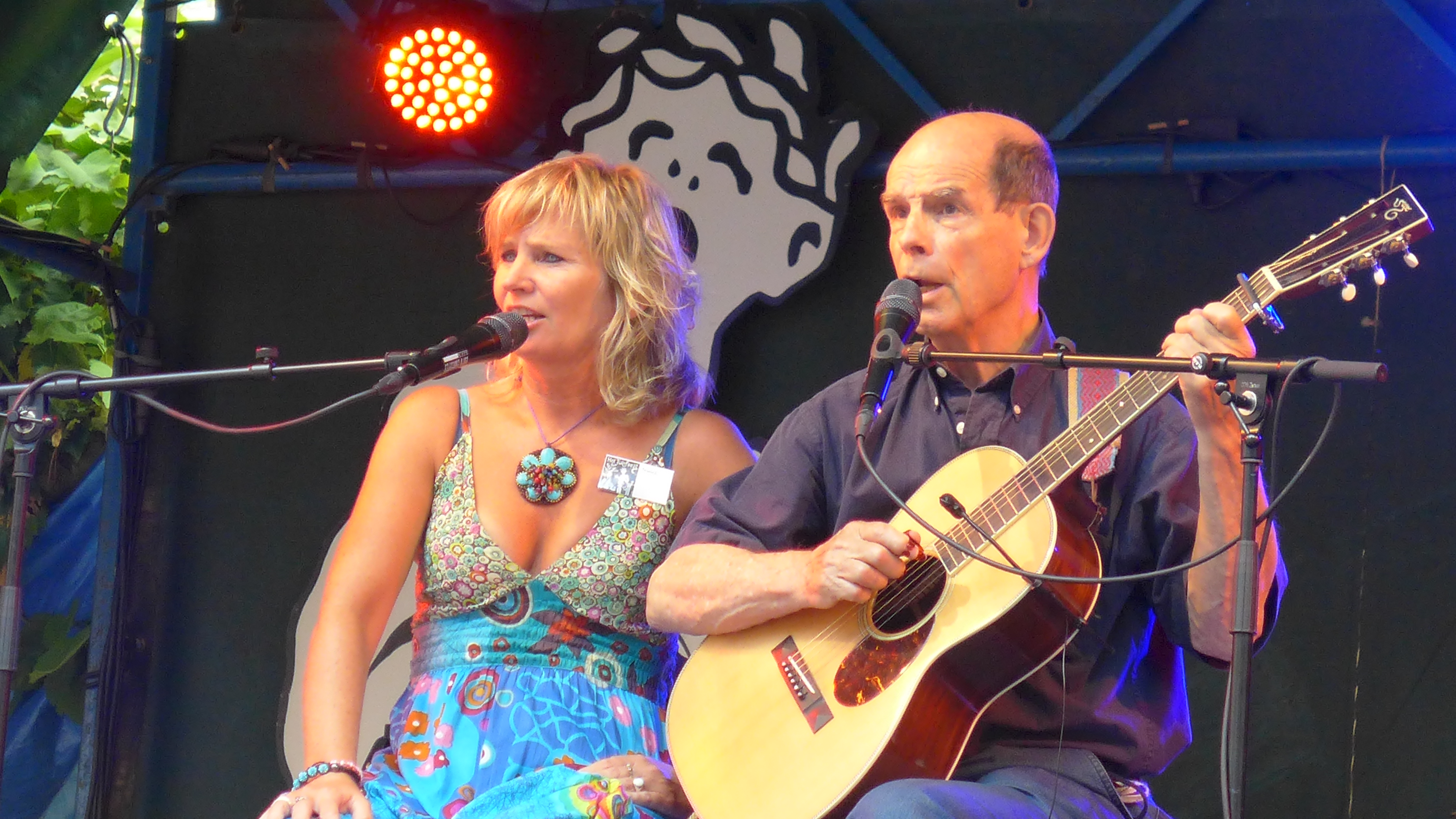
Joop Visser en Jessica van Noord op het poëziefestival Het Tuinfeest in Deventer, 3 augustus 2013

Jacob Herman Frederik (Jaap) Fischer (Utrecht, 18 april 1938) is een Nederlands liedjeszanger en tekstdichter van Nederlandstalige muziek die bekend werd als Jaap Fischer. Hij treedt sinds 1964 niet meer onder die naam op, maar sinds 1976 wel onder de naam Joop Visser.

## Biografie
Fischer is de zoon van Henri Fischer, antropoloog en hoogleraar aan de Rijksuniversiteit Utrecht. Na zijn middelbareschooltijd op het Montessori Lyceum Herman Jordan begon hij in 1957 zijn studie Semitische Talen aan de Rijksuniversiteit Leiden Hij schreef toen liedjes die hij voor medestudenten speelde. Het noodlijdende platenlabel Studenten Grammofoonplaten Industrie (SGI) vroeg hem zijn nummers voor het label op te nemen. Fischer gaf hier in 1960 gehoor aan. Hij stapte in 1963 over naar de studie niet-westerse sociologie in zijn geboortestad Utrecht en staakte voorlopig het musiceren (zie externe bronnen muziekencyclopedie).

### Jaap Fischer
De twee 45-toerenplaatjes (ep's) van Fischer werden aanvankelijk alleen rechtstreeks in de studentenwereld verkocht, maar door het grote succes raakte al gauw ook de commerciële platenhandel geïnteresseerd en werden Fischers platen overal in het land verkocht.
In het oude repertoire van de zanger zitten diverse Nederlandse klassiekers: Het ei, De monniken, Om je geld, Jan Soldaat. De thema's die Fischer bezong waren gevarieerd. In een liedje zoals Sprookje – half gezongen, half parlando – liet hij verschillende personages op een bijzondere manier tot leven komen. Zo volgden ook enkele protestsongs.
Luc Wijdeveld, de directeur van de SGI, bracht uiteindelijk zelf de plaat uit nadat alle grote maatschappijen ervoor bedankt hadden. Promotie vond plaats door de plaat te verspreiden onder muziekleraren op middelbare scholen. Ook werd het gerucht verspreid dat Jaap Fischer in een gekkenhuis zat. Al in 1960 werden tienduizenden exemplaren verkocht.
Rond 1964 nam de populariteit van Fischer ongekende proporties aan. Vanaf dat moment verdween de zanger ondergronds. Geruchten deden de ronde dat hij zelfmoord had gepleegd. In werkelijkheid was hij eerst in Utrecht gaan studeren, om vervolgens naar het buitenland te gaan om te werken voor de voedsel- en landbouworganisatie van de VN, de FAO.
In de jaren 1970 werkte Fischer als opbouwwerker bij de Streekraad Oost-Groningen, met name in het Oldambt. In 1973 promoveerde hij in Utrecht bij professor Groenman op zijn studie over vijf huis-aan-huisbladen in dit werkgebied.

### Joop Visser
In 1976 bracht EMI een plaat uit van een zekere 'Joop Visser'. Hoewel de platenmaatschappij ontkende, werd de stem door velen herkend als die van Jaap Fischer. Hijzelf ontkent dit niet, maar hij wil liever niet op zijn verleden van voor de naamsverandering aangesproken worden. Sarcasme was altijd al een van de instrumenten die Fischer beheerste, maar onder zijn nieuwe pseudoniem leunde hij er zwaarder op. Teksten zoals "De Volkskrant (is een kutkrant)" en "Heineken (is een harddrugdealer)" zagen het levenslicht.
Visser is zelden op de televisie te zien, maar in 1983 deed hij mee aan het VPRO-programma "Het Gebaar", een actie voor Amnesty International. Daarin zong hij onder andere dat, als hij ooit zo seniel zou worden een ridderorde aan te nemen, hij die in de Westeinderplassen zou gooien, naast die van Wim Kan en Corry Vonk. Daags na dit optreden zond Kan hem een brief waarin hij vol lof was over Visser: "Wat een persoonlijkheid, wat een schijnbare moeiteloosheid en wat een stem!"

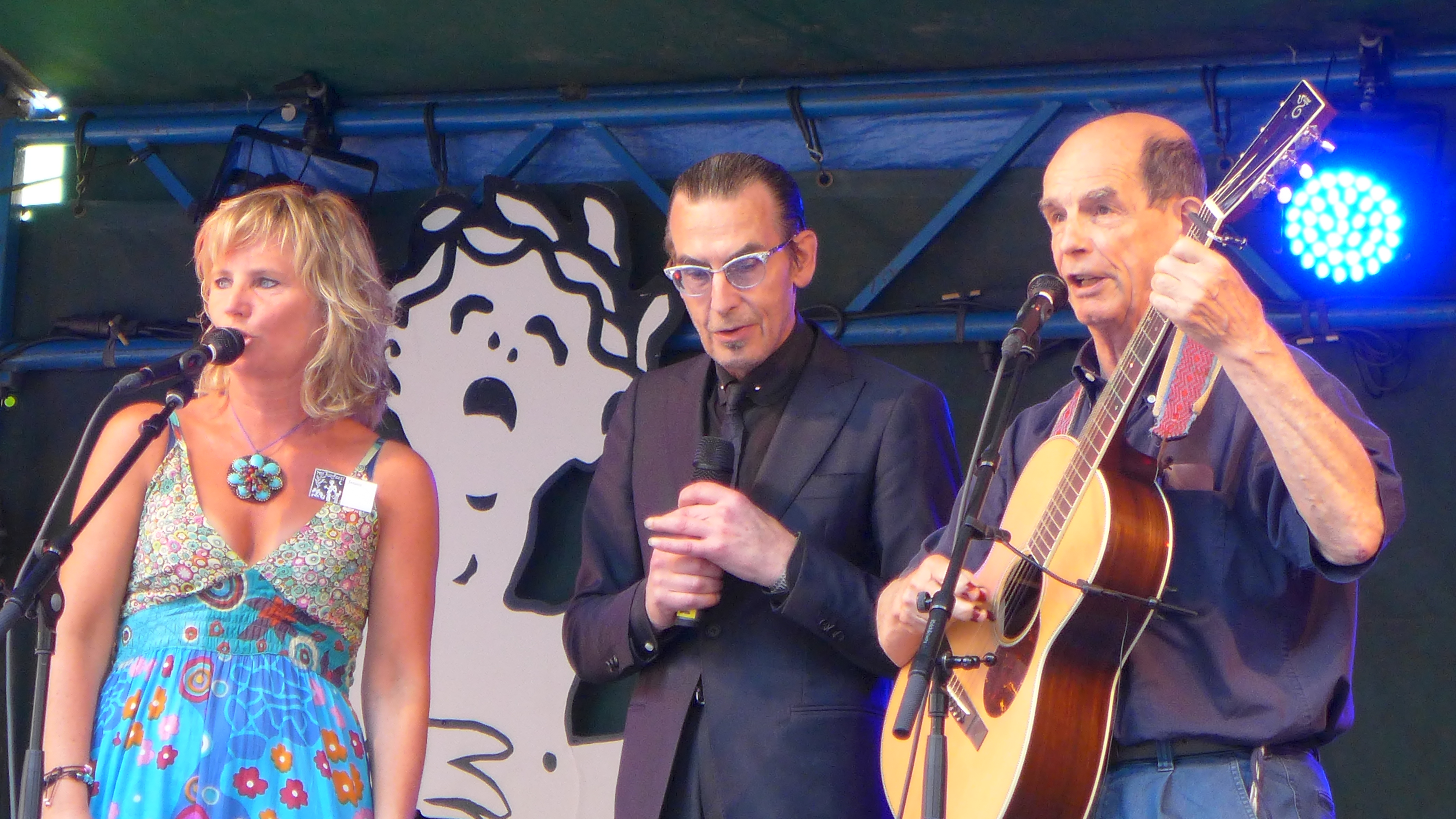
Jules Deelder zingt samen met Jessica van Noord en Joop Visser het lied Rotterdamse vrouw (van Joop Visser) op Het Tuinfeest in 2013

Sinds 2004 vormt Visser een duo met Jessica van Noord. Voor hun lied De Schemering kregen zij de door Jan Rot ingestelde Okapi Liedprijs. In het juryrapport wordt het een "jaloersmakend lied" genoemd. In 2007 wonnen zij de prijs opnieuw, nu voor een heropname van het aloude Twee Monniken.
Sinds juni 2013 treedt het duo Joop & Jessica, na een afscheidstournee langs 32 theaters, niet meer op in het openbaar. Zij zijn nog wel te boeken voor privéoptredens.
In november 2013 deden Joop & Jessica nog wel mee aan de "talentenjacht" Holland's Got Talent met het liedje De Hordeloper. Alle juryleden stemden tegen en zij mochten meteen weer naar huis. Verscheidene bekende Nederlanders maakten zich vervolgens vrolijk over het feit dat duidelijk geen van de juryleden Fischer had herkend.
Fischer heeft een aantal jaren als leraar maatschappijleer gewerkt aan de IJmond MTS (inmiddels opgegaan in het ROC Nova College) in Santpoort. Bovendien heeft hij een drietal boeken uitgegeven: 'De Olifant en de Muis', 'De Grote Schilderijenroof' en 'Toekomst en Zekerheid: gids voor jonge mensen'.

## Discografie (als Jaap Fischer)

### Ep's
1. Om je geld / Vlinder / Cipier / Het ei / Blaren / Het kerkhof (HMV/SGI EP-005) (1961)
2. Monniken / De koning / Peer / Kater / Hutje / De laatste keer (HMV/SGI EP-007) (1961)
3. Samba 2 april / Eendje / Sprookje / Suzanne / Het Veerse gat (HMV/SGI 7-EPH-2004) (1962)
4. Omdat ik van je houd / Als ze slaapt / Euromoord / En toen... (HMV 7 EPG 2014) (1963)
5. Tem me dan / Nikita / De bal (HMV 7 EPH 2015) (1963)
6. Cipier / De monniken / Het Veerse gat (Delta D 1007) (1971)

### Singles
1. Monniken / De Cipier (HMV 45-SGI-103) (1961)
2. Zeg me waar de bloemen zijn / Jan Soldaat (HMV 45-SGI-107) (1963)[6]
3. Zomer / Als ze slaapt (Delta D 1105) (1976) (A-kant: Joop Visser; B-kant: Jaap Fischer)

### Lp's
1. 1965 - Jaap Fischer, deel 1 (10 inch) (HFLP 1063)
2. 1965 - Jaap Fischer, deel 2 (10 inch) (HFLP 1064)
3. 1966 - Jaap Fischer, deel 1 (HMV XLPH 1031)(=HFLP 1063 + 2 extra liedjes)
4. 1966 - Jaap Fischer, deel 2 (HMV XLPH 1032)(=HFLP 1064 + 1 extra liedje)
5. 1971 - En Toen.... Jaap Fischer (Emidisc C 048-50 653) (=HFLP 1064 + 2 extra liedjes)
6. 1971 - Alles van.... Jaap Fischer - De laatste keer (EMIdisc 5C 178-51103/4)(=deel 1 + deel 2)
7. 1976 - Joop Visser: Lente Zomer Herfst Winter Lola - Jaap Fischer: live 1961 (Delta DG 10004) (A-kant: Joop Visser; B-kant: Jaap Fischer)
8. 1980 - De successen van Jaap Fischer (MFP 1A 022 58074)
9. 1982 - De Liedjes van Jaap Fischer (EMI 1A 164 26903/4)(=deel 1 + deel 2)

### Cd's
1. Het ei - En toen (EMI-Bovema CDP 74 8031 2) (1987)
2. De liedjes van Jaap Fischer (EMI 724385581021) (1997) (=HMV XLPH 1031 + HMV XLPH 1032)

### Overzicht van alle liedjes
(alle liedjes, maar niet alle media genoemd)
| Titel                                                          | Jaar van 1e uitgave | Op vinyl               | Op cd    |
| -------------------------------------------------------------- | ------------------- | ---------------------- | -------- |
| Om je geld                                                     | 1961                | EP1, LP1, LP3          | CD1, CD2 |
| Vlinder                                                        | 1961                | EP1, LP1, LP3          | CD1, CD2 |
| De cipier                                                      | 1961                | EP1, EP6, S1, LP1, LP3 | CD1, CD2 |
| Het ei                                                         | 1961                | EP1, LP1, LP3          | CD1, CD2 |
| Blaren                                                         | 1961                | EP1, LP1, LP3          | CD1, CD2 |
| Het kerkhof                                                    | 1961                | EP1, LP1, LP3          | CD1, CD2 |
| Monniken                                                       | 1961                | EP2, EP6, S1, LP2, LP4 | CD1, CD2 |
| De koning                                                      | 1961                | EP2, LP2, LP4          | CD1, CD2 |
| Peer                                                           | 1961                | EP2, LP2, LP4          | CD1, CD2 |
| Kater                                                          | 1961                | EP2, LP2, LP4          | CD1, CD2 |
| Hutje                                                          | 1961                | EP2, LP2, LP4          | CD1, CD2 |
| De laatste keer                                                | 1961                | EP2, LP2, LP4          | CD1, CD2 |
| Samba 2 april                                                  | 1962                | EP3, LP2, LP4          | CD1, CD2 |
| Eendje                                                         | 1962                | EP3, LP2, LP4          | CD2      |
| Sprookje                                                       | 1962                | EP3, LP2, LP4          | CD1, CD2 |
| Suzanne                                                        | 1962                | EP3, LP1, LP3          | CD1, CD2 |
| Het Veerse Gat                                                 | 1962                | EP3, EP6, LP1, LP3     | CD1, CD2 |
| Tem me dan                                                     | 1963                | EP5, LP4               | CD1, CD2 |
| Nikita                                                         | 1963                | EP5                    |          |
| De bal                                                         | 1963                | EP5, LP3               | CD1, CD2 |
| Zeg me waar de bloemen zijn (Where Have All the Flowers Gone?) | 1963                | S2                     |          |
| Jan Soldaat                                                    | 1963                | S2, LP1, LP3           | CD1, CD2 |
| Omdat ik van je houd                                           | 1963                | EP4, LP1, LP3          | CD1, CD2 |
| Als ze slaapt                                                  | 1963                | EP4, S3, LP3           | CD1, CD2 |
| De Euromoord                                                   | 1963                | EP4, LP2, LP4          | CD1, CD2 |
| En toen...                                                     | 1963                | EP4, LP2, LP4          | CD1, CD2 |
| “live” 1-9-1961:                                               |                     |                        |          |
| * Het Veerse Gat, deel 1                                       | 1976                | LP7                    |          |
| * Sprookje                                                     | 1976                | LP7                    |          |
| * Het Veerse Gat, deel 2                                       | 1976                | LP7                    | CD1      |
| * Suzanne                                                      | 1976                | LP7                    |          |
| * Samba 2 april                                                | 1976                | LP7                    |          |
| * Eendje                                                       | 1976                | LP7                    |          |

## Publicatie (als Jaap Fischer)
- Versjes van Jaap Fischer, uitgeverij Donker, Rotterdam, 1961 (met illustraties van Otto Dicke), 2e druk, 1973: ISBN 9789061001164

## Discografie (als Joop Visser)

### Singles
- Zomer / Als ze slaapt (Delta D 1105) (1976) (A-kant: Joop Visser; B-kant: Jaap Fischer)
- Gewone mensen / Stinus (Delta 5D 006D 25781) (1977)

### Lp's
- Kaas op de plank (Bovema Negram 5N 062 26083) (1976)
- Lente Zomer Herfst Winter Lola - Live 1961 (Delta DG 10004) (1976) (A-kant: Joop Visser; B-kant: Jaap Fischer)
- Liedjes 3 (Ariola 205 879) (1983)
- De huid van de beer - Liedjes 402 BM (Ariola 206 689) (1984)
- Morgen komt de vuilnisman - Liedjes 515 T (Joop JV 5) (1986)

### MC's en cd's
- Voor de Zieken en Zeevarenden (VMC/VCD 198913) (1989)
- Intimiteiten (VMC/VCD 199124) (1991)
- Opnieuw Opgenomen (VMC/VCD 199212) (1992)
- Opnieuw Opgenomen II (VMC/VCD 199222) (1992)
- Langste Lied (VMC/VCD 199311) (1993)
- Gefeliciteerd (VMC/VCD 199606) (1996)
- MMCD (VMC/VCD 199900) (1999)

### Cd's
- ACHT (VCD 200202) (2002)
- VOORLEEN (met Jessica van Noord) (VCD 200505) (2005)
- VOORMARY (met Jessica van Noord) (VCD 200701) (2007)
- Voor Thea en Ben (met Jessica van Noord) (VCD 201030) (2010)
- Voor Kees en Annie (met Jessica van Noord) (MCD 18116) (2018)

### Cd-singles
- Onze Kok / Emily (VCD 199705) (1997) (onder de naam Joop Zondermeer)
- Maxima / Willem-Alexander (VCD 200123) (2001)
- Over het maken van liedjes (in gesprek met Wim Noordhoek) (VCD 200333) (2003)
- Al afkaar daiman hurra (met Jessica van Noord) (VCD 200702) (2007)

## Publicaties (als Joop Visser)
- De olifant en de muis: Verhaaltjes voor het slapengaan, 1989, uitg. Joop Visser, Haarlem, ISBN 9789080027619
- De olifant en de muis: De Grote Schilderijenroof, 1990 (met illustraties van Margriet Fischer) uitg. Joop Visser, Haarlem, ISBN 9789080027626
- Toekomst en Zekerheid: Adviezen aan jonge mensen die niet goed weten wat ze zullen gaan doen in hun leven, 1995, uitg. Joop Visser, Haarlem, ISBN 9789080027633

## Proefschrift
- Vijf dorpskranten in het Oldambt: nijs oet 't Ol Loug (Utrecht, 1973) (dr. J.H.F. Fischer)